# Момичето с пистолета
„Момичето с пистолета“ (на италиански: La ragazza con la pistola) е италианска комедия от 1968 година на режисьора Марио Моничели по сценарий на Родолфо Сонего и Луиджи Мани.

## Сюжет
В малко градче в Сицилия местният хубавец Винченцо Макалузо организира отвличане на булка, но съучастниците по погрешка отвеждат влюбената в него Асунта (Моника Вити) вместо нейна братовчедка. Винченцо не възнамерява да се ожени за нея, но момичето е безнадеждно компрометирано и в страх от отмъщение Винченцо заминава за Великобритания. Асунта няма баща или братя, които да я отмъстят за нея според местната традиция и затова семейството ѝ ѝ дава пистолет и еднопосочен билет, за да убие злодея в чужбина, въпреки че всъщност Асунта иска да се омъжи за него.
Пристигайки в Шотландия, тя се сблъсква с много комични ситуации. Опитвайки се да проследи Винченцо, Асунта разбира живота в другата страна все по-добре и по-добре. Тя решава да учи медицина, започва работа в болница и среща нови хора. След като връзката ѝ с депресивния самоубиец гей (Корин Редгрейв) завършва неуспешно, към нея проявява интерес солидният доктор Озбърн (Стенли Бейкър). В същото време тя трябва да реши какво да прави с Винченцо и с планове за отмъщение.

## В ролите
| Изпълнител     | Роля              |
| -------------- | ----------------- |
| Моника Вити    | Асунта Патане     |
| Карло Джуфре   | Винченцо Макалузо |
| Стенли Бейкър  | Доктор Осбърн     |
| Корин Редгрейв | Самоубиеца        |
| Антъни Бут     | Играч на ръгби    |